# Prapag Kidul (Losari)
Prapag Kidul is een bestuurslaag in het regentschap Brebes van de provincie Midden-Java, Indonesië. Prapag Kidul telt 10.420 inwoners (volkstelling 2010).